# جک بایرز
جک بایرز (انگلیسی: Jack Byers؛ 1897 – ۱۹۳۱ (۳۳−۳۴ سال)) بازیکن فوتبال اهل بریتانیا بود.
از باشگاه‌هایی که در آن بازی کرده‌است می‌توان به باشگاه فوتبال وست برومویچ آلبیون، باشگاه فوتبال بلکبرن روورز، باشگاه فوتبال تورکی یونایتد، باشگاه فوتبال کیدرمینستر هاریرس، باشگاه فوتبال ووستر سیتی، و باشگاه فوتبال هادرزفیلد تاون اشاره کرد.